# Meir Kahane

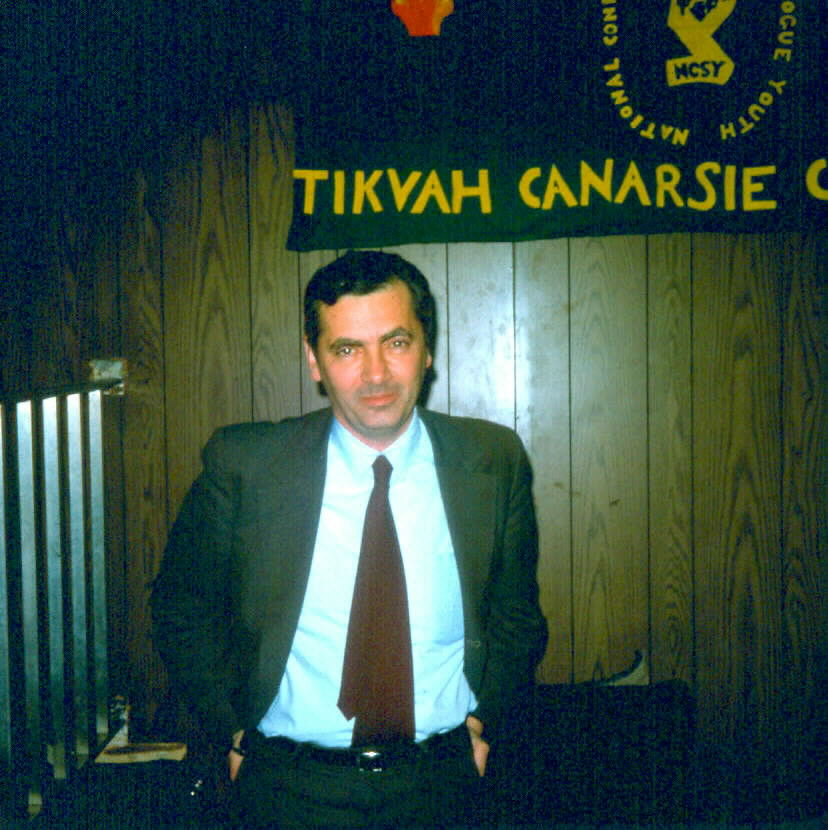
Meir Kahane, 1975

Meir Kahane (hebräisch מאיר כהנא; geboren 1. August 1932 in Brooklyn als Martin David Kahane; gestorben 5. November 1990 in Manhattan) war ein orthodoxer Rabbiner, israelischer Politiker und Gründer der Jewish Defense League sowie der Kach-Bewegung. Dabei vertrat er eine eigene Richtung des radikalen religiösen Zionismus, die als Kahanismus bezeichnet wird. Seine erklärten Ziele waren die Beseitigung der liberalen Demokratie in Israel zugunsten einer jüdischen Theokratie, die Vertreibung der meisten Nichtjuden aus Israel und den besetzten Gebieten sowie die Errichtung von Großisrael. In den Augen demokratischer Israelis war er der Vorkämpfer eines jüdischen Rassismus.

## Leben

### Früher Werdegang
Schon der Vater von Meir Kahane, Charles Kahane, war orthodoxer Rabbiner und ein radikaler Zionist. Er galt als amerikanischer Unterstützer der Irgun, einer Untergrundorganisation, die im Palästina vor der israelischen Staatsgründung Terroranschläge gegen die britische Besatzung sowie gegen die arabische Zivilbevölkerung verübte. Den Sohn schickte der Vater in die von Wladimir Zeev Jabotinsky gegründete Betar-Jugend. Sein dortiger Jugendführer war der spätere israelische Verteidigungsminister Mosche Arens. Da die Betar-Jugend dem jungen Kahane jedoch noch nicht radikal genug war, trat er 1952 den Bne Akiwa bei. Laut seiner Frau Libby soll Kahane in seiner Jugendzeit ein guter Schüler und Sportler gewesen sein. Ein für ihn wichtiges Hobby war Baseball. Laut Kahanes Angaben gab es in seiner Nachbarschaft nur wenige Juden, und er habe oft mit nichtjüdischen Jungen kämpfen müssen.
Als Erwachsener ließ sich Kahane zum orthodoxen Rabbiner ordinieren und nahm den Vornamen Meir (hebr., „Der Erleuchtete“) an. 1956 heiratete er Libby, mit der er vier Kinder hatte. 1958 wurde er der Rabbiner des Howard Beach Jewish Centers in Queens. Die Gemeinde galt als weniger strikt orthodox. Anfänglich gelang es ihm dort, viele der jungen Gemeinde-Mitglieder davon zu überzeugen, eine orthodoxere Lebensweise zu führen. Als er die Mechiza – die Trennung von Männern und Frauen in der Synagoge – einführen wollte, stieß er jedoch auf Widerstand. Sein Vertrag wurde nicht erneuert, und so veröffentlichte er den Artikel End of The Miracle of Howard Beach in der orthodox-jüdischen Zeitung Jewish Press. Dies war sein erster Artikel in dieser Zeitung, und er schrieb für sie bis zu seinem Tod 1990.
Von Ende der 1950er bis Anfang der 1960er Jahre war Kahane als FBI-Informant tätig. Als dieser unterwanderte er zeitweise die John Birch Society. Er operierte zu dieser Zeit unter dem Decknamen Michael King und gab sich als Christ aus.
In den 1960er Jahren soll Kahane angeblich ein außereheliches Verhältnis zur Christin Gloria Jean D’Argenio gehabt haben, die sich 1966 das Leben nahm. Dies und dass D’Argenios Selbstmord eine Reaktion auf die Beendigung des Verhältnisses durch Kahane gewesen sei, soll er dem Journalisten Michael T. Kaufman anvertraut haben.

### Jewish Defense League
In den USA gründete Kahane 1968 die Jewish Defense League (JDL). Die JDL war eine paramilitärische Organisation, die sich primär gegen afroamerikanische Gangs richtete, die laut Kahanes damaliger Begründung die Juden bedrängten und antisemitisch seien. Angriffsziel der JDL waren auch Repräsentanten der Sowjetunion, um für die Auswanderungsfreiheit der russischen Juden zu demonstrieren. Im Zusammenhang mit diesen Aktivitäten wurde er insgesamt 18-mal verhaftet, doch jedes Mal wieder gegen Kaution aus der Untersuchungshaft entlassen. Bezahlt hatte sie ihm stets der Mafia-Boss Joseph Colombo. 1971 ging Kahane nach Israel.

### Kach und Kahane Chai
In Israel gründete Kahane 1971 die Kach-Partei. Zu den Zielen gehörten unter anderem die Forderung nach Errichtung von Großisrael und eine fünfjährige Gefängnisstrafe für Juden und Nichtjuden in einem Liebesverhältnis. 1980 wurde Kahane zu sechs Monaten Haft verurteilt, weil er in einen Plan verwickelt war, die beiden islamischen Heiligtümer auf dem Tempelberg, die Al-Aksa-Moschee und den Felsendom, sprengen zu lassen.

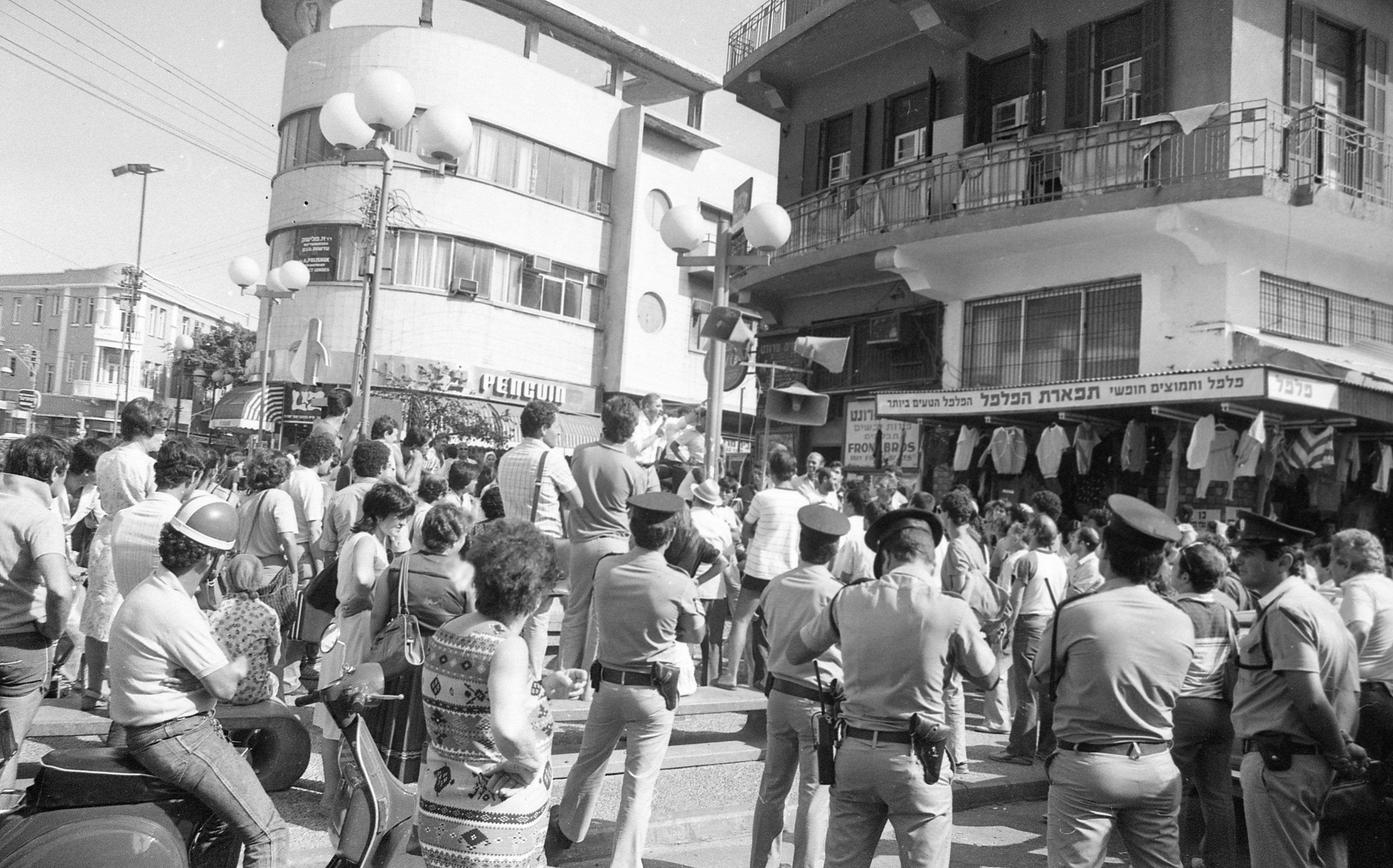
Meir Kahane spricht vor seinen Anhängern in Tel Aviv, 1984

1984 erreichte die Kach-Partei einen Sitz im israelischen Parlament (Knesset). Kahane konzentrierte sich auf die Juden, die sich diskriminiert und gedemütigt fühlen und einen Groll gegen das aschkenasische Establishment hegten, deren Notlage sich in einem tiefen Hass auf die Araber ausdrückte. Kahane veranstaltete damals eine in Israel aufsehenerregende Siegesfeier in Jerusalem, bei der ein arabischer Markt und Passanten überfallen wurden. Kahane wurde Abgeordneter der Knesset und erklärte, keine Regierung zu unterstützen, die nicht befürworte, die Araber zu vertreiben. Die Vertreibung der Palästinenser, die in Israel und den israelisch besetzten Gebieten lebten – wurde zur wichtigsten religiös-politischen Botschaft.
1988 wurde seine Wahlliste wegen Verstößen gegen das neu erlassene Wahlgesetz („Aufstacheln zum Rassismus“) nicht mehr zugelassen. Ein Staatsanwalt vor dem obersten Gericht in Jerusalem plädierte, dass Kahane in jeder Hinsicht ein Nazi sei und seine veröffentlichten Erklärungen, Taten und Pläne der Weltanschauung Adolf Hitlers entsprächen. Der israelische Publizist Uri Avnery charakterisierte Kahane als „jüdischen Nazi“ und Kach als „Nazipartei“.

### Ermordung
Kahane kam 1990 bei einem Attentat in Manhattan ums Leben. Der Hauptverdächtige, El Sayyid Nosair, wurde nach einem Schusswechsel mit der Polizei festgenommen, später aber vom Vorwurf des Mordes freigesprochen. Nosair war in den Bombenanschlag auf das World Trade Center 1993 involviert. Das Attentat auf Kahane wird auch in der Verfilmung des Anschlages Bombenattentat auf das World Trade Center (1997) dargestellt.
Kahanes Sohn Binyamin Ze’ev Kahane wurde 2000 ebenfalls bei einem Attentat ermordet.

## Politische Positionen
Kahanes Anhänger sind häufig islamfeindlich eingestellt. Kahane selbst behauptete allerdings, dass der Islam und Ruhollah Chomeini der jüdischen Religion in bestimmter Hinsicht viel ähnlicher seien als Philosophen oder Politiker der Aufklärung wie Jean-Jacques Rousseau, John Locke oder Thomas Jefferson. Liberalismus und westliche Werte lehnte Kahane als „gottlos“, „unjüdisch“ und „hellenistisch“ ab. Er sah einen Widerspruch zwischen dem Judentum und der westlich-demokratischen Orientierung der israelischen Staatsgründer. Kahane betonte die soziale Aufopferung der Juden füreinander; er betrachtete es als Pflicht des Individuums, sich für Volk und Familie aufzuopfern und schwache Mitglieder zu unterstützen.

## Zitate
„In erster Linie sind es nicht Anstand und Güte, die den Nahen Osten beeindrucken, sondern Stärke.“

„Every Jew a Twenty-Two“

„Es ist besser, ein Israel zu haben, das von der ganzen Welt gehasst wird, als ein Auschwitz, das von ihr geliebt wird.“

„Eines der Probleme der Juden ist, dass sie ein jüdisches Konzept nicht mal erkennen würden, wenn sie darüber stolperten. Ich berief mich lediglich auf den Talmud. Die meisten Juden denken, dass Judentum ‚Thomas Jefferson‘ ist. Das ist nicht so!“

## Schriften
- The Jewish Stake in Vietnam (1968)
- The Story of the Jewish Defense League (1975)
- They Must Go (1981)
- Uncomfortable Questions for Comfortable Jews (1987)
- Israel: Referendum or Revolution (1990)